# Scolopia meridionalis
Scolopia meridionalis är en videväxtart som beskrevs av René Paul Raymond Capuron och Herman Otto Sleumer. Scolopia meridionalis ingår i släktet Scolopia och familjen videväxter. Inga underarter finns listade i Catalogue of Life.